# Donator zwłok
Donator (od. łac. donatio - darowizna), darczyńca.
W świecie medycznym donatorem (darczyńcą) zaczęto określać osoby, które jeszcze za życia złożyły deklarację o oddaniu swojego całego ciała na potrzeby nauki. 
Śląski Uniwersytet Medyczny w Katowicach w dniu 12 marca 2008 r. jako pierwszy w Polsce uruchomił Program Świadomej Donacji Zwłok, w którym definiuje się osobę donatora jako dawcę całego ciała. 
Również niemiecki Instytut Plastynacji w Heidelbergu, kierowany przez Gunthera von Hagensa oferuje w Polsce program dla donatorów, rozumianych jako dawców swoich ciał na potrzeby plastynacji.
Określenie donatora nie powinno się odnosić do osób będących dawcami narządów i dawcami krwi. 